# Kodeks 0155
Kodeks 0155 (Gregory-Aland no. 0155), ε 1055 (von Soden) – grecki kodeks uncjalny Nowego Testamentu na pergaminie, paleograficznie datowany na IX wiek. Nieznane jest obecne miejsce przechowywania rękopisu.

## Opis
Do dziś zachowały się dwie karty kodeksu (27 na 20 cm) z tekstem Ewangelii Łukasza (3,1-2.5.7-11; 6,24-31).
Tekst pisany jest dwoma kolumnami na stronę, w 22 linijkach w kolumnie.

## Tekst
Grecki tekst kodeksu przekazuje Tekst aleksandryjski. Kurt Aland zaklasyfikował go do kategorii II.

## Historia
Kodeks datowany jest na IX wiek.
Rękopis był widziany w Kubbat al-Chazna, w Damaszku, obecne miejsce jego przechowywania jest nieznane.